# Stefanie Rabatsch
Stefanie Rabatsch, rozená Isak (26. prosince 1887 Mimoň – 22. prosince 1975 Beverly Hills), byla údajná platonická láska tehdy dospívajícího Adolfa Hitlera, což tvrdil Hitlerův přítel z dětství August Kubizek. Její židovsky znějící dívčí jméno Isak bylo v této souvislosti předmětem spekulací. Kromě Kubizka však neexistují žádní svědci a žádné důkazy o tom, že by k ní Hitler někdy takovou náklonnost choval.

## Pozadí
August Kubizek, linecký student hudby, se s Hitlerem poprvé setkal ve frontě na operní představení. Hitlerova vášeň pro Stefanii začala na jaře 1905, kdy mu bylo 16 let a jí 17 let, a trvala až do roku 1909, kdy mu bylo 20. Navštěvoval školu v Linci. Kubizek popisuje moment, kdy se poprvé dozvěděl o Hitlerově posedlosti: „Jednoho jarního večera roku 1905, když jsme byli na obvyklé procházce, mě Adolf chytil za paži a vzrušeně se mě zeptal, co si myslím o té štíhlé blondýnce, která se procházela po Landstrasse ruku v ruce se svou matkou. 'Musíš vědět, že jsem do ní zamilovaný,' dodal rezolutně.“
Stefanie Maria Beata Isak se narodila 26. prosince 1887 v Mimoni v Českém království (jako součást Rakouska-Uherska), pocházela z rodiny vyšší společenské vrstvy než byla ta Hitlerova. Byla o více než rok starší. Do Lince se vrátila po odborné přípravě v Mnichově a Ženevě. Měla bratra Karla Richarda Isaka, který studoval práva ve Vídni. V 50. letech 20. století měl Dr. Franz Jetzinger dvě fotografie z jejího mládí, jednu z roku 1904 a druhou, kde má na sobě plesové šaty, z roku 1907. Kubizek ji popisuje jako „výraznou, vysokou a štíhlou dívku. Měla husté světlé vlasy, které většinou nosila sčesané dozadu do drdolu. Její oči byly velmi krásné.“

## Údajná interakce s Hitlerem
Podle Kubizka Hitler se Stefanií nikdy nemluvil – vždy říkal, že tak učiní „zítra“. Podle Kubizekova tvrzení Hitler nesnášel muže, kteří s ní flirtovali, zejména vojenské důstojníky, které nazýval „nafoukanými blbci“; začal pociťovat „nekompromisní nepřátelství vůči důstojnické třídě jako celku a všemu vojenskému vůbec“. Vadilo mu, že se Stefanie stýká „s takovými povaleči, kteří nosí korzety a používají voňavky“.
Hitler trval na tom, aby Kubizek Stefanii stalkoval a denně podával zprávy o její činnosti, když byl pryč na návštěvě u matky nebo rodiny. V jedné zprávě Kubizek napsal, že Stefanie ráda tančí a chodí na lekce tance. Hitler tanec příliš v oblibě neměl a údajně odpověděl: „Stefanie tančí jen proto, že ji k tomu nutí společnost, na které je bohužel závislá. Až se Stefanie stane mou ženou, nebude mít nejmenší chuť tančit!“ V červnu 1906 se Stefanie údajně na Hitlera usmála a dala mu květinu ze své kytice, když ho míjela v kočáře. Kubizek tento moment později popsal takto:

„Už nikdy jsem neviděl Adolfa tak šťastného, jako v ten moment. Když kočár projel, odtáhl mě stranou a s dojetím hleděl na květinu, tento viditelný příslib její lásky. Ještě teď slyším jeho hlas, chvějící se vzrušením 'Ona mě miluje!'“

Když v roce 1907 zemřela Hitlerova matka na rakovinu prsu, pohřební průvod šel přes Urfahr do Leondingu. Kubizek poznamenává, že Hitler řekl, že zde Stefanii viděl, což mu poskytlo určitou útěchu. Podle Kubizekova tvrzení „Stefanie neměla ani tušení, jak hluboce ji Adolf miluje; považovala ho za poněkud plachého, nicméně pozoruhodně vytrvalého a věrného obdivovatele. Když na jeho tázavý pohled odpověděla úsměvem, byl šťastný a jeho nálada se stala nepodobnou všemu, co jsem u něj kdy pozoroval. Když však Stefanie, což se stejně často stávalo, jeho pohled chladně ignorovala, byl zdrcený a připravený zničit sebe i celý svět.“
Kubizek tvrdil, že Hitler nakonec prohlásil, že má v plánu Stefanii unést a zabít ji i sebe skokem z mostu do Dunaje. Místo toho se přestěhoval do Vídně, kde se podle Kubizka idealizovaný obraz Stefanie stal jeho morálním prubířským kamenem. Stefanie v pozdějších rozhovorech uvedla, že v té době o Hitlerovi nevěděla, ale obdržela anonymní milostný dopis, v němž ji žádal, aby počkala na jeho promoci a pak se za něj provdala. Skutečnost, že dopis byl od Hitlera, si uvědomila až poté, co se jí na něj vyptávali. Z jejích vzpomínek: „Jednou jsem dostala dopis od někoho, kdo bude studovat na Vídeňské akademii umění a že na něj mám počkat – že se může vrátit a vzít si mě! Netušila jsem, od koho ten dopis mohl být a komu jsem ho měla poslat.“
O Vánocích roku 1913, kdy již Hitler bydlel v Mnichově, údajně podal anonymní osobní inzerát do lineckých novin s přáním všeho nejlepšího k Vánocům, ale Stefanie už byla vdaná a žila ve Vídni.

## Pozdější léta

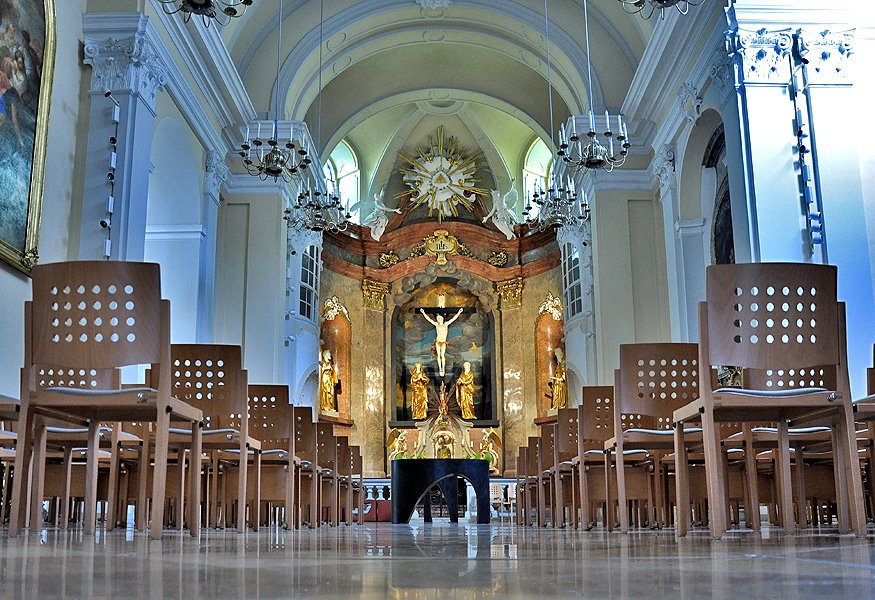
Kostel svaté Gertrudy ve Vídni, kde se Stefanie provdala za Maximiliana Rabatsche

O životě Stefanie je známo velmi málo. V roce 1908 se zasnoubila s důstojníkem hesenského pluku sídlícího v Linci. Dne 24. října 1910 se ve Vídni provdala za Maximiliana Rabatsche (* 1872, Vídeň) v kostele svaté Gertrudy, Gertrudplatz 5, ve farnosti Währing. Maximilian byl 1. listopadu 1909 jmenován kapitánem, 1. října 1917 povýšen na majora a 1. srpna 1918 na plukovníka. Dne 15. července 1942 ovdověla a po skončení druhé světové války žila ve Vídni.
Poskytla rozhovor a Hitlerovu údajnou lásku k ní zdramatizovala v rakousko-německém filmu A Young Man From the Innviertel z roku 1973. Nechápala, proč jí Hitler, pokud k ní něco silného cítil, nedal najevo svou náklonnost: „Hitler by těžko trpěl přílišnou plachostí“.
Byla pohřbena 9. ledna 1976 ve vídeňském Kalksburgu.

## Dívčí jméno
Jméno Isak zní židovsky, ačkoli Stefanie Židovkou nebyla. Kubizek jej psal jako Isaak. Správný pravopis určil německý historik Anton Joachimsthaler ve svém díle Hitlers Liste: Ein Dokument persönlicher Beziehungen (Mnichov, 2003, str. 46–52). Někteří historici zastávají názor, že Hitler předpokládal, že je Stefanie židovského původu. Podle amerického historika Graema Donalda Hitler usuzoval, že je Židovka, ale v té době mu to nevadilo. Tento názor podporuje i historik Joachimsthaler, který v rozhovoru pro BBC uvedl, že to Hitler předpokládal kvůli jejímu židovskému příjmení.

## Reakce vědců
Její role v Hitlerově životě byla široce zkoumána. Sherree Owens Zalampasová v knize analyzuje vztah mezi Hitlerovými názory na umění a jeho psychologií a poznamenává, že historky byly některými badateli vyvraceny a jinými přijímány. Mezi vyvraceče patří například Franz Jetzinger a Bradley F. Smith. Bradley F. Smith se příběhem zabýval ve své knize Adolf Hitler; his family, childhood, and youth z roku 1967 a Franz Jetzinger ve své knize Hitlers Youth z roku 1958. Jetzinger se ve své knize postavil proti Kubizkovi, ale existenci Stefanie potvrdil, i když v té době o údajném poblouznění nevěděla. Podle Jetzingerovy analýzy Kubizek vztah mezi ní a Hitlerem přeceňuje, některé z interakcí jsou vzhledem k časové ose jejich života nemožné a zaměření životopisců na tento vztah představuje zavádějící pokus o vykonstruování Hitlerova raného „milostného zájmu“. S tímto názorem souhlasí i německý historik Werner Maser ve své knize Adolf Hitler: Legende, Mythos, Wirklichkeit, kde taktéž dodává, že Hitlerovo chování ke Stefanii bylo typické pro rakouskou mládež té doby.
Zalampas poznamenává, že se Hitler zajímal o její pěvecký hlas, který byl podle Kubizka sopránový, a vhodný pro zpěv wagnerovských rolí. Domnívá se, že Hitler měl o Stefanii fantazijní představu, o čemž svědčí mísení reality a fantazie u mladého Hitlera o jeho názorech na umění, válku, romány Karla Maye a wagnerovská témata. Robert G. L. Waite ve své knize The Psychopathic God: Adolf Hitler z roku 1993 píše, že Stefanie „sloužila jako obrana proti pocitům sexuální nedostatečnosti“. Naznačuje, že se Hitler obával osobního styku, protože její skutečnost mohla nedosahovat ideálu germánské ctnosti, který podle Hitlerových myšlenek představovala. Opakuje Kubizkovo přesvědčení, že Hitler opustil Linec, protože nebyl schopen snést, že zůstává na stejném místě.
Kubizkova příběhu se dotkla řada dalších autorů. William L. Shirer čerpal z Kubizkova vyprávění o jednostranném románku ve své knize The Rise and Fall of the Third Reich z roku 1960. V roce 1973 Der Spiegel informoval, že německé a rakouské televizní stanice ZDF a ORF natočily dokumentární drama o Hitlerově mládí, které zachycuje příběh jeho poblouznění Stefanií Rabatschovou. Brigitte Hamannová použila informace z tohoto dramatu do své knihy Hitler's Vienna: A Portrait of the Tyrant as a Young Man z roku 2010 a Rose Montero do knihy Dictadoras: Las mujeres de los hombres más despiadados de la historia z roku 2013. Danielle Zumbo cituje Kubizka ve své knize Operazione Stalingrado: Storia di un eroe z roku 2013.
Hugh Trevor-Roper považuje Kubizkovy paměti za velmi cenné zkoumání Hitlerova raného života a říká: „...budou mít důležité místo mezi historickými prameny.“ Ian Kershaw o tom vypráví ve své knize Hitler: A Biography z roku 2008. Kershaw si myslel, že Kubizkovi při tvorbě knihy pomáhal ghostwriter. Příběh Stefanie považuje za přehnaný a píše: „Není pochyb o tom, že Kubizek značně přikrášluje to, co bylo nanejvýš přechodným mladistvým poblouzněním.“ Nicméně Kershaw dochází k závěru, že ačkoli má Kubizkova kniha slabiny, obsahuje vnitřní hodnotu portrétu mladého Hitlera. Frederic Spotts ve své knize Hitler and the Power of Aesthetics z roku 2009 poznamenává, že žádná dokumentace ani jiné zdroje než Kubizkova kniha neposkytují podklady pro údajné poblouznění.